# Hemiunu

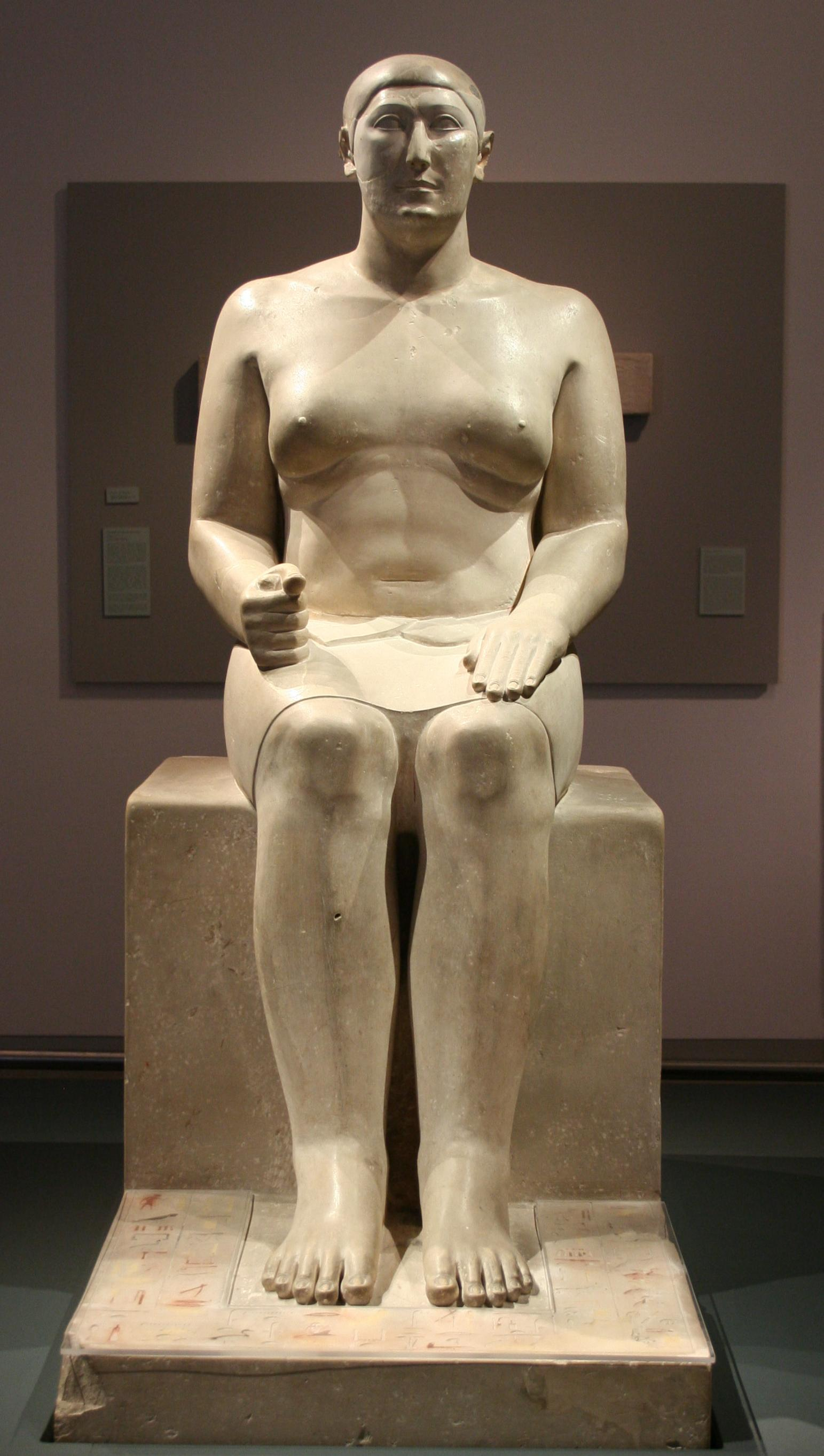
Hemiunu szobra a hildesheimi (Németország) Roemer-
und Pelizaeus Museumban. Lába hieroglifákon nyugszik, melyeket sárga, vörös, barna és fekete színnel festettek

Hemiunu (ḥm-ỉwnw, „Iunu [Héliopolisz] papja”) ókori egyiptomi herceg és vezír a IV. dinasztia idején. Nofermaat herceg, vezír és Itet (vagy Atet) fia; Sznofru fáraó unokája. Hufu uralkodása alatt töltötte be a vezíri posztot. Ő tervezte a fáraó síremlékét, a gízai nagy piramist.
Címei közt szerepel sírjában az „örökös herceg”, „nemesember”, „Alsó-Egyiptom királyának pecsétőre”, szobrán pedig „a király vér szerinti fia”, „legfőbb bíró és vezír” valamint „a Thot házából való Ötök legnagyobbja” is. Vezírként apja, Nofermaat és Kanofer előzte meg.

## Sírja és szobra
Masztabasírja, a G4000, melyet Hufu uralmának vége felé fejeztek be, közel fekszik Hufu piramisához, reliefek díszítik. Több kövön Hufu uralkodási dátumainak említése található. Mészkőszobra Németországban, a hildesheimi Roemer-Pelizaeus Museumban található. A gízai, épülő Nagy Egyiptomi Múzeum ezt a szobrot is kölcsön fogja kapni a megnyitóra.
A szobrot Hermann Junker találta 1912-ben Hemiunu masztabasírjának befalazott szerdábjában. A sírt már az ókorban kifosztották, a szerdáb falába gyerekméretű lyukat vájtak, és leszedték a szobor drágakő szemeit, valamint aranyozását. A szobor jobb karja ekkor eltört, a feje levált. A fejet sikerült helyreállítani, referenciaként egy Hemiunut ábrázoló domborművet használtak, amelyen látszott profilból az orra. Az ülőszobor ezt leszámítva jó állapotban maradt fenn. Rendkívüli realizmus jellemzi, Hemiunu vonásai nem stilizáltak, a szobor egyértelműen valódi külsejét mintázza. Idealizálástól mentes testalkatán teljes őszinteséggel ábrázolják, hogy hízásnak indult. Ez éles ellentétben áll azzal, hogy a királyi családhoz tartozó férfiak portrészobrai általában erőteljes, férfias külsőt sugároznak.